# Дітки проти прибульців
«Дітки проти прибульців» (Kids vs. Aliens) — американський науково-фантастичний фільм жахів 2022 року, знятий та змонтований Джейсоном Айзенером за його сценарієм та Джона Девіса. Це другий спіноф у «франшизі V/H/S» і повнометражна адаптація «Slumber Party Alien Abduction», сегмента фільму- антології З/Л/О 2. Прем'єра відбулася на «Fantastic Fest» 23 вересня 2022 року, а 20 січня 2023 року вийшов в прокат у США на «RLJE Films» і «Shudder».

## Про фільм
Завжди розбурхана підліткова вечірка перетворюється на жах, коли інопланетяни атакують.
Це змушує ворогуючих братів і сестер об'єднатися, щоб пережити ніч.

## Знімались
| Актор            | Роль               |
| ---------------- | ------------------ |
| Домінік Маріш    | Гарі               |
| Фібі Рекс        | Саманта            |
| Калем Макдональд | Біллі              |
| Ашер Грейсон     | Джек               |
| Бен Тектор       | Майлз              |
| Емма Вікерс      | Тріш               |
| Джонатан Торренс | Батько Гарі і Сема |